# Alt Gállego
L'Alt Gállego (aragonès: Alto Galligo, castellà: Alto Gállego) és una de les comarques de l'Aragó. Ocupa el curs alt del riu Gállego. Inclou els municipis de Biescas, Candarenas, Oz de Tena, Pandicosa, Samianigo, Sallent de Galligo, Yebra de Basa i Yesero. Els municipis de més d'un miler d'habitants són Samianigo (Sabiñánigo en castellà), Biescas i Sallent de Galligo. Samianigo és el municipi més poblat (10.112 hab.) i també el més extens (586,8 km²).
Limita amb la Jacetània, el Sobrarb, el Somontano de Barbastre i la Foia d'Osca. També és limítrof amb França (Pirineus Atlàntics i Alts Pirineus). És una comarca d'alta muntanya.
Històricament formava part de la Jacetània. Els territoris històrics que integren l'Alt Gállego són la Vall de Tena, la Terra de Biescas i el Serrablo. La comarca gaudeix d'una riquíssima cultura pirinenca aragonesa. Els principals atractius turístics de la zona són les famoses estacions d'esquí de Formigal i de Pandicosa, l'activitat termal, la petita vila de Biescas i les esglésies del Serrablo.

## Cultura i tradició oral
Des del 2002, l'Àrea de Cultura de la comarca publica la col·lecció titulada Yalliq, topònim àrab que feia referència al riu. La col·lecció disposa de dotze títols, que avui es poden descarregar en format digital. Alguns dels llibres publicats són, precisament, Nombres de lugar de Sobrepuerto, de Jesús Vázquez Obrador; Toponimia en Caldearenas i Tradición oral en Caldearenas, de Victoria Esteban; Toponimia en Ballibasa, de J. A. González i José Miguel Navarro; Toponimia de la Baja Guarguera, de Daniel Lerín i Teresa Tiñena, i Toponimia Tensina, d'Ana María Escartín, entre d'altres (quan sigueu dins de la pàgina web, premeu les imatges per descarregar-vos el PDF de cadascun dels treballs).